# Jan Johansen
Jan Johansen (n. 3 decembrie 1944, Comuna Tønsberg, Vestfold, Norvegia) este un canoist ce a reprezentat Norvegia, medaliat olimpic. A participat la 2 ediții ale Jocurilor Olimpice (1968, 1972) în care a câștigat o medalie de aur și o medalie de bronz.